# 海南日报
《海南日报》是中国共产党海南省委员会主办的机关报，于1950年5月7日创刊。2004年7月隶属于海南日报报业集团。
2018年，报纸入选2017年全国百强报纸推荐名单。